# Barbara de Wurtemberg
Barbara de Wurtemberg (Stuttgart, 4 décembre 1593 – Stuttgart, 18 mai 1627), margravine de Bade-Durlach, est la fille de Frédéric Ier de Wurtemberg, duc de Wurtemberg de 1593 à 1608, et de Sibylle d'Anhalt.

## Biographie
Elle épouse Frédéric V de Bade-Durlach, le fils et l'héritier de l'électeur de Bade-Durlach Georges-Frédéric de Bade-Durlach. Le mariage a lieu le 21 décembre 1616 à Stuttgart.
Barbara a huit enfants:
- Frédéric VI de Bade-Durlach (1617-1677)
- Sibylle de Bade-Durlach (1618-1623)
- Charles Magnus de Bade-Durlach (1621-1658)
- Barbara de Bade-Durlach (1622-1639)
- Jeanne de Bade-Durlach (1623-1661), en 1640 elle épouse le maréchal de camp Johan Banér (1596-1641), veuve elle épouse en 1648 Henri de Tour (mort en 1656)
- Frédéric de Bade-Durlach (1625-1645)
- Christine de Bade-Durlach (1626-1627)